# Zephyr Cove-Round Hill Village
Zephyr Cove-Round Hill Village è un census-designated place (CDP) degli Stati Uniti, situato nella Contea di Douglas nello stato del Nevada. Nel censimento del 2000 la popolazione era di 1.649 abitanti.

## Geografia fisica
Secondo i rilevamenti dell'United States Census Bureau, la località di Zephyr Cove-Round Hill Village si estende su una superficie di 21,2 km², dei quali 20,5 km² occupati da terre, e 0,7 km² dalle acque.

## Popolazione
Secondo il censimento del 2000, a Zephyr Cove-Round Hill Village vivevano 1.649 persone, ed erano presenti 466 gruppi familiari. La densità di popolazione era di 80 ab./km². Nel territorio comunale si trovavano 1.426 unità edificate. Per quanto riguarda la composizione etnica degli abitanti, il 93,88% era bianco, lo 0,49% era afroamericano, lo 0,67% era nativo, l'1,64% era asiatico e lo 0,30% proveniva dall'Oceano Pacifico. L'1,15% della popolazione apparteneva ad altre razze e l'1,88% a più di una. La popolazione di ogni razza ispanica corrispondeva al 3,94% degli abitanti.
Per quanto riguarda la suddivisione della popolazione in fasce d'età, il 14,8% era al di sotto dei 18, il 3,7% fra i 18 e i 24, il 26,0% fra i 25 e i 44, il 40,0% fra i 45 e i 64, mentre infine il 15,5% era al di sopra dei 65 anni di età. L'età media della popolazione era di 48 anni. Per ogni 100 donne residenti vivevano 113,9 maschi.